# Хотетово (Могилёвская область)
Хоте́тово (бел. Хацетава) — деревня в составе Горбовичского сельсовета Чаусского района Могилёвской области Республики Беларусь. В 2010 году население деревни составляло 65 человек. В прошлом центр Хотетовского сельсовета.

## История
В 1619 году упоминается как село с церковью в Горбовичской волости Могилевской экономии в Оршанском повете ВКЛ.